# ヤミ族 (中世フィンランド)
ヤミ（またはエミ）族（ロシア語: ямь (емь)、フィンランド語: jäämit）とは、中世の何世紀かに渡ってフェノスカンジアに定住していた民族である。その名称はノヴゴロドの史料に基づく。年代記には、12世紀にノヴゴロド人とコレラ族（具体的には現プリオゼルスク地域に住むコレラ族）とが、ヤミ族に対する戦争を行ったことや、ラドガ湖周辺のヤミ族が報復攻撃を行ったこと等が記されている。

## 起源
最も根強い説に従うならば、ヤミ族はハメ族と近接した民族であり、また一般には、現フィン人を構成したバルト・フィン民族(ru)中の西の部族であるとされる。別説には、ヤミ族はラドガ湖北岸のカレリア人(ru)の一派であるというものもある。また別説には、元来はラドガ湖から北ドヴィナ川にかけて分布していたものが、段階的にフィンランド中部へ移動したという説もある。20世紀前半の、カレリア地峡の先住民族に関する討議の中の一説では、カレリア地峡とイングリアは元来ヤミ族の居住地であり、ヤミ族はコレラ族によって追い出されたという説がある。ヤミ族は、その名称の異同からも、様々な民族を総括したものであるとも見なし得、史料上の、ヤミ（またはエミ）という名称の指す集団の、地理的・民族的統一性を定めることは困難である。

## 史料上の言及
『原初年代記』における最初の言及は、1042年にノヴゴロド公ウラジーミルが行った、ヤミ族への遠征に関する記述においてである。また、ヤミ族がルーシ人に対しダーニ（貢税）を支払ったことが記されている。北ドヴィナ川支流のエムツァ川(ru)（フィンランド語名：Jemtsajoki）流域の、オネガ湖東部の地域は、中世にはヤミ族に対するポゴスト（貢物納入所）が設置されていた。ヤミ族に対する遠征は、原則的にポゴスト関連のものである。一方、ヤミ族からの攻撃の記録も残っている。1142年、ヤミ族はノヴゴロド公国領を攻撃し、ラドガにおいて400人が戦死している。1149年にもヤミ族が攻撃を仕掛け、ルーシの史料によれば1000人が死亡した。これを500人のノヴゴロド兵がヴォヂ族（現vađđalaizõd人）と共に追撃し、勝利を収めた。総括すると、1123年、1142年、1143年、1149年、1186年、1191年、1127年（もしくは1126年）、1128年、1240年、1256年、1292年、1311年の記述に、ヤミ族に関する言及が見られる。
また、1042年の記述が、エムツァ川流域のヤミ族ではなく、現フィンランド領域のヤミ族について言及したものであるならば、フィンランドの歴史に関する文献上の最初の言及ということになる。
後世の1384年には、現キンギセップにノヴゴロドのボヤーレ（貴族）イヴァン・フョードロヴィチ(ru)によって、ヤミ族の名にちなむヤム（ロシア語: Ям、古スラヴ語:Ямѣ）要塞が築かれた。キンギセップは近代まで、ヤムスキー・ゴロドク（ヤムの小都市の意）、ヤムブルグ（ヤム城の意）等の名で呼ばれていた。